# Білозірська загальноосвітня школа № 2
Білозі́рська загальноосвітня школа І-ІІ ступенів № 2 — загальноосвітній заклад, що розташований у селі Білозір'я Черкаського району Черкаської області.

## Історія
Перша міністерська школа у селі була створена 1861 року, а через рік з'явилась ще одна — церковно-парафіяльна. Вона розміщувалась у селянській хаті. 1907 року школа була перетворена у двокласну, вона переїхала до нової будівлі, збудованої за кошти селян. 1919 року школа була перетворена у чотирирічну трудову № 2. З 1933 року школа стала семирічною та було добудовано приміщення. На той час у ній навчалось 525 учнів, працювало 18 учителів. У роки другої світової війни приміщення була спалене, тому після звільнення села учні навчались у 3 селянських хатах. Тоді до школи ходили 458 учнів та працювало 5 учителів. 1947 року було збудовано нове приміщення. 1954 року школа стала восьмирічною, добудовано їдальню, майстерню, 6 кабінетів середньої та 4 кабінети початкової ланок. 1974 року школа була капітально відремонтовано і побудовано котельну. Станом на 1994 рік у ній працювало 15 учителів, навчалось 115 учнів.

## Структура
У школі працюють 19 педагогів.